# Heckler & Koch SL8
L’Heckler & Koch SL8 è un fucile per tiro sportivo prodotto dalla fabbrica d'armi Heckler & Koch GmbH. È la versione civile del più noto G36.
Il fucile esiste in due configurazioni, camerate rispettivamente per il .223 Remington o per il 5,56 × 45 mm NATO, ed è alimentato da caricatori rimovibili da 10, 20 o 30 colpi.
Utilizza un sistema di riarmo simile a quello del fucile americano AR-18.
Il fucile fu originariamente progettato per il Bundeswehr come arma da addestramento per i riservisti che non potevano essere equipaggiati con armamenti di livello più alto, come il G36 appunto.

## Design
Per adattare l'SL8 al mercato civile il calcio e l'impugnatura a pistola del G36 sono stati sostituiti con un calcio fisso con un buco per il pollice, e il castello è stato modificato per rimuovere la compatibilità con il calcio pieghevole del G36. Inoltre, per rispettare le regole del GCA-68 (Gun Control Act 1968) i modelli da esportazione per gli Stati Uniti sono stati opportunamente modificati in modo da non poter essere utilizzati con i caricatori da 20 o 30 colpi del G36. Pertanto, i fucili SL8 in vendita negli Stati Uniti possono essere alimentati solo da caricatori monofilari da 10 colpi. Le altre modifiche interessano il grilletto (che richiede quindi una minore pressione per l'attivazione), il fondo del calcio (che può essere ora regolato a piacere secondo le preferenze dell'utente) e una canna pesante che permette un tiro più accurato. Il fucile esce di fabbrica senza il maniglione con mirino integrato tipico del G36, ma l'accessorio può essere acquistato a parte e montato senza alcun tipo di adattatore sul fucile.
Molte delle parti originali del G36 possono essere montate sull'SL8, ma il calcio e il grip a pistola richiedono alcune modifiche al corpo del fucile. La Black Market Parts produce calci pieghevoli che possono essere montati sul corpo dell'SL8, mentre altre case produttrici producono particolari accessori da installare sul retro dell'arma e che permettono l'utilizzo del calcio originale del G36.
Molti dei proprietari di quest'arma hanno modificato il proprio SL8 in modo da poter utilizzare i caricatori del G36 da 20 e 30 colpi o il calcio originale del fucile.
Tuttavia, l'utilizzo dei caricatori si rende possibile solo tramite sostituzione dell'otturatore standard dell'SL8 con quello del G36, e allargamento dell'alloggiamento del caricatore.
Tuttavia tali modifiche sono in aperta violazione del GCA68, in quanto il trattato vieta l'importazione di determinate armi e di tutte le parti componenti l'arma stessa.
Chiunque voglia operare queste modifiche deve rivolgersi al Firearms Technology Branch of BATF, situato in West Virginia a Martinsburg.
Il 28 giugno 2010 il modello SL8-6 è uscito di produzione negli Stati Uniti.

## Varianti
- SL8: variante con finitura grigia per Europa e Canada. Presenta un caricatore bifilare, impugnatura non traforata e una slitta corta per accessori.
- SL8-1: variante con finitura grigia per gli Stati Uniti. Presenta un caricatore monofilare, impugnatura non traforata, slitta lunga con diottra metallica per la mira.
- SL8-2: variante di difficile reperimento in quanto appositamente progettata per il Bundeswehr (seppur mai adottata ufficialmente). Sarebbe dovuta essere equipaggiata con un bipiede e un maniglione con mirino integrato 3,5×.
- SL8-4: variante con finitura nera e impugnatura traforata.
- SL8-5: simile all'SL8-4 da cui si discosta solo per la presenza della slitta lunga con diottra integrata del modello SL8-1.
- SL8-6: variante a finitura nera per gli Stati Uniti. Presenta un'impugnatura traforata e slitta per accessori corta.
- SL8-10: nuovo modello con slitta corta, camerato per il .222 Remington per evitare inconvenienti nei paesi in cui non è consentita la detenzione di munizionamento da guerra. Concepito inizialmente per l'esportazione in Spagna, è reperibile anche in calibro .223 Remington in sostituzione del vecchio modello SL8-4.
- SL8-SD: versione silenziata (tuttora in fase di sviluppo) in calibro 7,62 mm. Utilizza il proiettile subsonico 7,62 × 37 mm. Il caricatore è lo stesso utilizzato nei modelli camerati per il 5,56 mm. La potenza e il peso di questo proiettile sono paragonabili al .45 ACP, ma il calibro leggermente più piccolo aumenta la penetrazione del colpo.
- R8: versione con modifiche a grilletto e caricatore che ne permettono la detenzione nei paesi in cui le leggi sulla detenzione delle armi sono più severe, come Regno Unito e Australia. L'aspetto esteriore è lo stesso degli altri modelli, in finitura grigia o verde.